# Insurrection populaire de 2014 au Burkina Faso
Pour les articles homonymes, voir Révolution burkinabé.
L'insurrection populaire de 2014 au Burkina Faso, aussi connue sous le nom de seconde révolution burkinabè commence le 28 octobre 2014 par une série de manifestations massives s'est étendue à plusieurs villes du Burkina Faso. Elle s'est produite en réponse à la soumission d'une révision constitutionnelle visant à autoriser le chef de l'État Blaise Compaoré à se représenter pour un cinquième mandat après 27 ans passés au pouvoir.
Les évènements tumultueux du 30 octobre, dont l'implication de Kouamé Lougué et la destruction de plusieurs bâtiments symboliques, entraînent la dissolution du gouvernement et du parlement, et la déclaration de l'état de siège. Le général Honoré Traoré annonce qu'un gouvernement de transition sera formé jusqu'à l'organisation d'élections dans les 12 mois.
La journée du 31 octobre entraîne une montée de pressions à l'encontre de Blaise Compaoré qui, lâché par l'armée, finit par accepter de démissionner, et débouche par son remplacement à la tête de l'État par Honoré Traoré.
Le 1er novembre 2014, le lieutenant-colonel Yacouba Isaac Zida s'autoproclame chef de l'État burkinabè lors d'une allocution place de la Nation.
Le 17 novembre 2014, le diplomate Michel Kafando est nommé président de transition. Il nomme Yacouba Isaac Zida, Premier ministre.

## Contexte

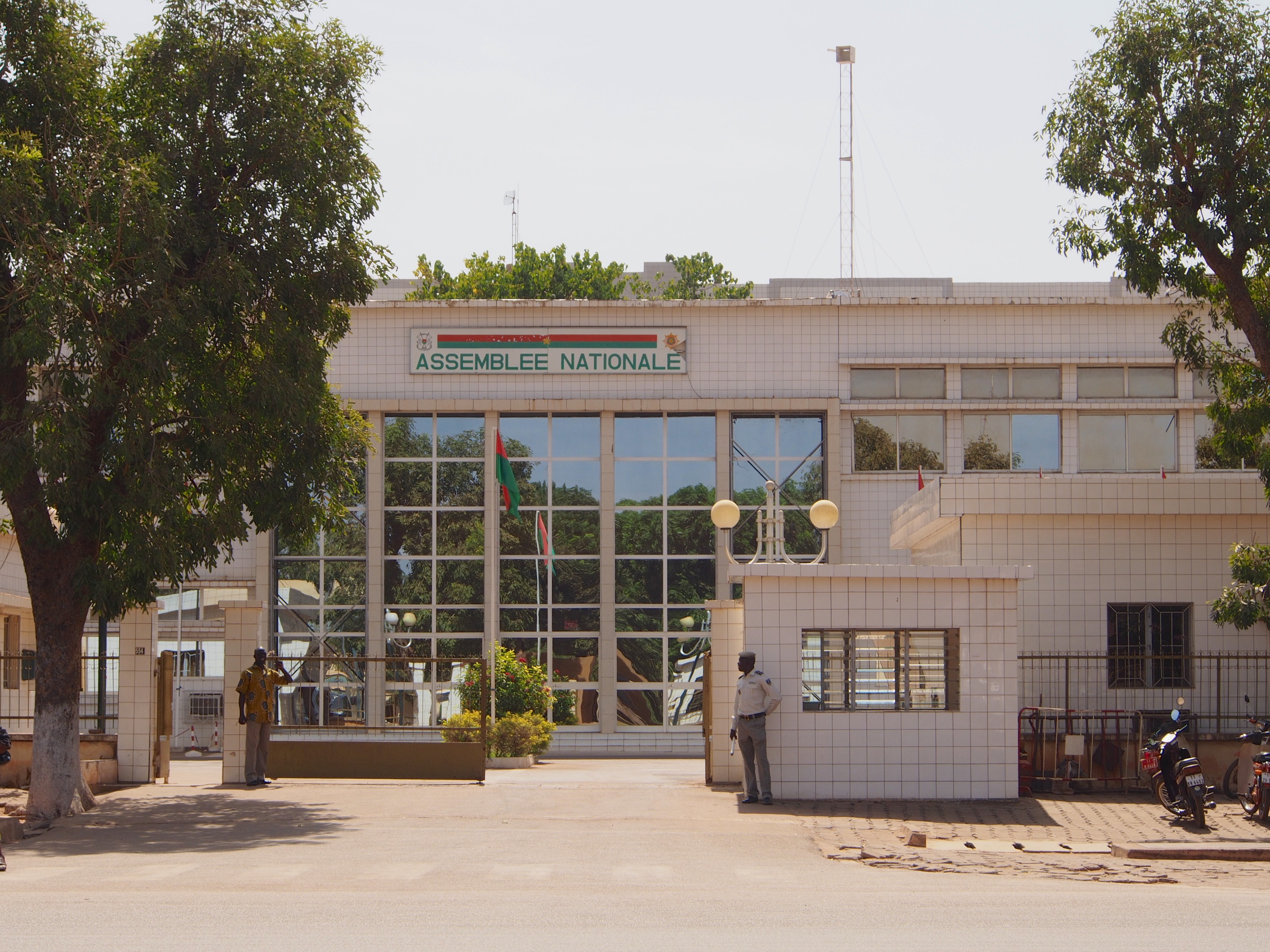
Assemblée Nationale du Burkina Faso, Ouagadougou.

Un amendement de l'année 2000 de la Constitution de la quatrième République du Burkina Faso limite le nombre de mandats présidentiels à deux quinquennats. Cependant, cet amendement n'étant pas rétroactif, Blaise Compaoré, au pouvoir depuis 1987, a pu se représenter aux élections présidentielles de 2005 et de 2010, et être réélu.
En 2014, avec comme perspective les élections présidentielles de 2015, Compaoré tente de faire amender la constitution pour lever cette restriction du nombre de mandats. Il en résulte une forte protestation de l'opposition, tandis que l'amendement est en débat à l'Assemblée nationale.
Le pays faisait alors déjà face à des troubles politiques et sociaux, dus pour partie à une économie à croissance forte non-inclusive, les retombées n'étant pas assez substantielles pour atteindre la population, mais aussi à un État qui offre peu de réponses à ces problématiques. Le pays avait affronté ses plus graves troubles politiques depuis l'arrivée au pouvoir de Blaise Compaoré lors de la révolte de 2011.

## Chronologie

### Commencement
Le 28 octobre 2014, un million de manifestants (selon les organisateurs) défilent dans les rues de la capitale Ouagadougou à l'appel de l'opposition, pour protester contre l'amendement de l'article 37 de la constitution burkinabè limitant le nombre de mandats. Le projet de loi avait été annoncé le 21 octobre 2014. Les jours qui suivent sont ponctués de manifestations et d'affrontements avec les forces de l'ordre, contre ce qui est perçu comme un « coup d’État constitutionnel ». Les syndicats appellent à une grève générale le 29 octobre 2014, alors que l'amendement doit être débattu à l'Assemblée nationale le lendemain.

### 30 octobre
La journée du 30 octobre 2014 marque un tournant dans l'enchaînement des évènements. Des dizaines de milliers de manifestants descendent dans les faubourgs de Ouagadougou, et convergent vers des bâtiments symboliques du pouvoir. La police utilise des gaz lacrymogènes pour tenter de disperser la foule, mais ils parviennent à outrepasser les cordons de police et pillent ou incendient plusieurs édifices gouvernementaux dont le siège du Congrès pour la démocratie et le progrès (parti du président Blaise Comparoé), ainsi que les domiciles de dignitaires du régime.

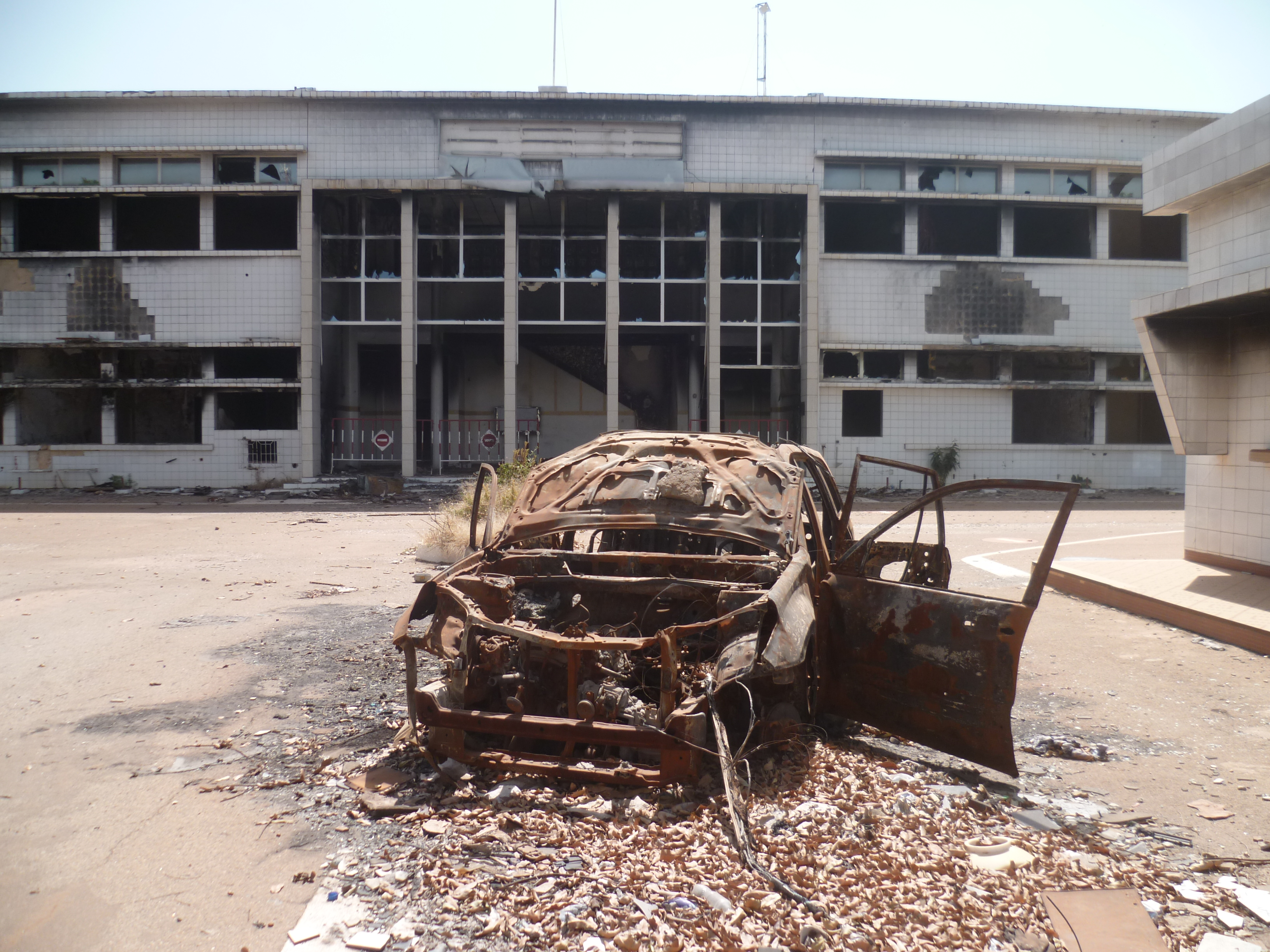
Ancienne Assemblée Nationale, conservée comme monument historique

Une partie de la foule se dirige également vers le palais présidentiel de Kosyam, placé sous haute protection. Pendant ce temps, l'armée tire à blanc sur les quelque 1 500 manifestants qui prennent d'assaut l'Assemblée nationale alors que les députés venaient d'y entrer pour siéger. Après que ces derniers ont été exfiltrés in extrémis, les manifestants brûlent des documents et volent du matériel informatique, tandis que sont incendiés plusieurs véhicules situés à l'extérieur. Une partie du bâtiment est incendié et détruit, sauf la chambre principale qui n'a pas été atteinte. De nombreux députés ont dû se réfugier dans un hôtel proche. Le député d'opposition Ablassé Ouedraogo explique : « J'étais à l'intérieur [de l'Assemblée nationale] quand les manifestants ont envahi les lieux. J'ai été mis en lieux sûrs par le personnel de sécurité du parlement. À l'heure actuelle, il est difficile de dire ce qu'il va se passer ensuite, mais les choses sont hors de contrôle car les manifestants n'écoutent personne ».
La garde présidentielle tire à balles réelles sur les manifestants attaquant le domicile de François Compaoré au bord du boulevard Charles de Gaulle, causant au moins la mort de trois civils.
Les bâtiments de la Radiodiffusion-Télévision du Burkina sont envahis par les manifestants. Étant la télévision d’État, des manifestants posent avec le présentateur du journal télévisé du soir, pendant que des soldats se déploient à l'extérieur des bâtiments pour les défendre de la foule. Cinq personnes ont été tuées pendant les affrontements de la journée. Certains soldats, dont l'ancien ministre de la Défense le général Kouamé Lougué[réf. souhaitée], se sont ralliés aux manifestants.
Plusieurs maisons sont incendiés dans un quartier ou vivent des parlementaires, tandis que l'hôtel Azalaï Indépendance de la capitale est saccagé puis incendié. La télévision et la radio publique n’émettent plus, tandis que les SMS et le réseau 3G sont bloqués. L'accès à Internet et le réseau téléphonique sont cependant toujours fonctionnels.
De violentes manifestations ont également éclaté dans la deuxième ville du pays, Bobo-Dioulasso, incluant le renversement de statues et le saccage des locaux du parti du pouvoir dans cette ville. Les manifestations se sont aussi étendues à Ouahigouya, dans le nord du pays. L'aéroport de Ouagadougou a été fermé, causant l'annulation de tous les vols.
Le chef de l'armée burkinabè, le général Honoré Traoré, annonce l'instauration d'un couvre-feu sur tout le territoire de 19 h 0 GMT à 6 h 0 GMT dans le cadre de l'état de siège ; ainsi que la dissolution de l'Assemblée nationale et la formation d'un gouvernement de transition pour une durée de douze mois.
Dans une allocution télévisée, le président Blaise Compaoré annonce son ouverture à des « pourparlers » allant dans le sens d'une « transition » et annule l'état de siège.

### 31 octobre au1ernovembre
Le 31 octobre 2014, le président Blaise Compaoré démissionne. Selon la Constitution (article 43), « en cas de vacance de la présidence du Faso pour quelque cause que ce soit ou d’empêchement absolu ou définitif constaté par le Conseil constitutionnel saisi par le gouvernement, les fonctions du président du Faso sont exercées par le président de l’Assemblée nationale. »
En fait, il est remplacé par Honoré Traoré qui s'autoproclame chef de l'État par intérim. Plusieurs milliers de manifestants se regroupent place de la Nation et devant le quartier général de l'armée, à l'appel de Zéphirin Diabré.
Le même jour, Blaise Compaoré quitte son palais présidentiel de Kosyam et se porte vers le sud avec un convoi de 28 véhicules civils sous escorte militaire. Le convoi doit cependant s'arrêter à une cinquantaine de kilomètres au nord de Pô car la population fait barrage. La France envoie alors un hélicoptère Gazelle des forces spéciales basées à Ouagadougou. L'appareil exfiltre l'ancien président et quelques proches, puis atterrit à Fada N'Gourma tandis que le reste du convoi fait route vers le Bénin. À Fada N'Gourma, Blaise Compaoré embarque ensuite sur un avion français qui décolle pour Yamoussoukro, en Côte d'Ivoire, où il est accueilli par Alassane Ouattara,.
Dans la nuit de vendredi à samedi, le lieutenant-colonel Yacouba Isaac Zida, numéro 2 de la garde présidentielle, s'autoproclame, dans un communiqué diffusé à la radio, chef de l'État burkinabè et reçoit le soutien de l'armée le 1er novembre 2014. Il précise dans son communiqué qu'il « assume les responsabilités de chef de cette transition et de chef de l'Etat pour assurer la continuité de l'État ».

### 3 novembre
En début de soirée, Zéphirin Diabré, le chef de l'opposition, a déclaré que l’armée était entièrement disposée à se concerter avec les forces vives de la nation pour établir un schéma écrit devant conduire à un processus de transition démocratique conforme à la Constitution.
Il pourrait y avoir un président de transition issu de la société civile. Quant à l'armée, elle se verrait confier un grand ministère chargé des questions de sécurité et de défense.
Parmi les candidats à ce poste, figure Newton Barry, journaliste et rédacteur en chef du journal l’Événement.

### 17 au 21 novembre
Le 17 novembre 2014, Michel Kafando est nommé président de transition du Burkina Faso par un conseil de désignation. Il est chargé particulièrement de préparer la prochaine élection présidentielle. Il prête serment dès le lendemain, afin de pouvoir nommer le Premier ministre, et il est investi le 21 novembre Yacouba Isaac Zida est nommé Premier ministre.

## Victimes
Les manifestations du 30 octobre ont fait une trentaine de morts et plus de cent blessés selon l'opposition au pouvoir, qui n'a pas précisé si ce bilan concernait seulement la capitale Ouagadougou ou tout le pays. Une enquête officielle demandée par le premier ministre Isaac Zida conclut fin novembre 2014 que 24 personnes ont été tuées et 625 blessées du 30 octobre au 2 novembre sur tout le territoire burkinabé.

## Réactions

### Réactions nationales
- Zéphirin Diabré, un des chefs de file de l'opposition, conteste l'état d'urgence et réclame la démission du président Blaise Compaoré[27].
- Bénéwendé Stanislas Sankara, un ténor de l'opposition, qualifie la prise de pouvoir de l'armée de « coup d'État »[28].

### Réactions internationales

#### Pays
- Belgique : le ministère des Affaires étrangères déconseille fortement à ses ressortissants de se rendre au Burkina Faso, et demande à ses expatriés « d'éviter les manifestations et rassemblements, de suivre la couverture médiatique et de s'informer sur les développements actuels »[29].
- États-Unis : la Maison-Blanche fait part de sa « vive inquiétude » en déclarant : « Nous estimons que les institutions démocratiques sortent renforcées lorsque les règles établies sont respectées »[30].

#### Organisations
- Communauté économique des États de l'Afrique de l'Ouest : la CEDEAO annonce qu'elle ne reconnaîtrait aucune prise du pouvoir par la force au Burkina Faso, soulignant « la nécessité de respecter les principes de démocratie et de gouvernance constitutionnelle » et appelant « la classe politique à privilégier le dialogue dans le but de dégager un consensus politique en vue de parvenir à des élections libres, justes et crédibles, dans le respect des dispositions constitutionnelles »[31].
- ONU : le secrétaire général de l'ONU, Ban Ki-moon, décide d'envoyer un émissaire dans le pays. Stéphane Dujarric, son porte-parole, déclare que le secrétaire général « suit avec grande inquiétude la détérioration de la situation au Burkina Faso »[32].
- Union africaine : la présidente de la Commission de l'Union africaine, Nkosazana Dlamini-Zuma, exprime sa profonde préoccupation face à la situation au Burkina Faso et suit de très près son évolution. Elle appelle toutes les parties concernées à faire preuve de calme et de la plus grande retenue et exhorte « les acteurs politiques et le peuple burkinabé à s'abstenir de tout acte de violence et à agir dans l'intérêt suprême de leur pays ». Elle dépêche une équipe qui fera partie d'une délégation conjointe composée de l'UA, de la CEDEAO et des Nations unies, « pour consulter toutes les parties prenantes burkinabè »[33].
- Union européenne : un porte-parole de la chef de diplomatie européenne déclare que la situation est très préoccupante et appelle les parties à s'abstenir de recourir à la violence et à engager rapidement un dialogue constructif[34].